# Estádio da Luz (1954)
Estádio da Luz (pronunție în portugheză [(ɨ)ˈʃtadiu dɐ ˈluʒ], Stadionul Luminii), oficial namit portugheză Estádio do Sport Lisboa e Benfica, a fost un stadion multi-funcțional din Lisabona, Portugalia. În principal era utilizat pentru de fotbal și găzduia meciurile de acasă ale clubului SL Benfica. Arena a fost deschisă pe 1 decembrie 1954 și avea o capacitate maximă oficială de 120.000 de locuri, fiind cel mai mare stadion din Europa și al treilea stadion din lume după capacitate. Cele mai mari audiențe au fost la meciurile contra FC Porto cu 135.000 de oameni, în semifinalele Cupei Campionilor Europeni 1989-1990 contra Olympique de Marseille și în finala FIFA World Youth Championship 1991 dintre Portugalia U-20 și Brazilia U-20 cu câte 127.000 de spectatori în fiecare meci. Stadionul a fost demolat între 2002 și 2003 pentru a face loc noii arene - Estádio da Luz.

## Meciurile selecționatei Portugaliei
Deși arena a fost construită în 1954, ea nu a găzduit nici un meci de-al naționalei Portugaliei până în 1971, când Portugalia a jucat cu Scoția.
| #   | Data             | Scor | Oponent           | Competiția                                             |
| --- | ---------------- | ---- | ----------------- | ------------------------------------------------------ |
| 1.  | 21 April 1971    | 2–0  | Scoția            | Preliminariile Campionatului European de Fotbal 1972   |
| 2.  | 21 November 1971 | 1–1  | Belgia            | Preliminariile Campionatului European de Fotbal 1972   |
| 3.  | 29 March 1972    | 4–0  | Cipru             | Calificările pentru Campionatul Mondial de Fotbal 1974 |
| 4.  | 13 October 1973  | 2–2  | Bulgaria          | Calificările pentru Campionatul Mondial de Fotbal 1974 |
| 5.  | 3 April 1974     | 0–0  | Anglia            | Meci amical                                            |
| 6.  | 17 November 1976 | 1–0  | Danemarca         | Calificările pentru Campionatul Mondial de Fotbal 1978 |
| 7.  | 29 November 1978 | 1–0  | Scoția            | Preliminariile Campionatului European de Fotbal 1980   |
| 8.  | 21 November 1979 | 1–2  | Austria           | Preliminariile Campionatului European de Fotbal 1980   |
| 9.  | 19 November 1980 | 1–0  | Irlanda de Nord   | Calificările pentru Campionatul Mondial de Fotbal 1982 |
| 10. | 17 December 1980 | 3–0  | Israel            | Calificările pentru Campionatul Mondial de Fotbal 1982 |
| 11. | 14 October 1981  | 1–2  | Suedia            | Calificările pentru Campionatul Mondial de Fotbal 1982 |
| 12. | 18 November 1981 | 2–1  | Scoția            | Calificările pentru Campionatul Mondial de Fotbal 1982 |
| 13. | 10 October 1982  | 2–1  | Polonia           | Preliminariile Campionatului European de Fotbal 1984   |
| 14. | 13 November 1983 | 1–0  | Uniunea Sovietică | Preliminariile Campionatului European de Fotbal 1984   |
| 15. | 12 October 1985  | 3–2  | Malta             | Calificările pentru Campionatul Mondial de Fotbal 1986 |
| 16. | 15 February 1989 | 1–1  | Belgia            | Calificările pentru Campionatul Mondial de Fotbal 1990 |
| 17. | 26 April 1989    | 3–1  | Elveția           | Calificările pentru Campionatul Mondial de Fotbal 1990 |
| 18. | 15 November 1989 | 0–0  | Cehoslovacia      | Calificările pentru Campionatul Mondial de Fotbal 1990 |
| 19. | 29 august 1990   | 1–1  | Germania de Vest  | Meci amical                                            |
| 20. | 20 November 1991 | 1–0  | Grecia            | Preliminariile Campionatului European de Fotbal 1992   |
| 21. | 28 April 1993    | 5–0  | Scoția            | Calificările pentru Campionatul Mondial de Fotbal 1994 |
| 22. | 10 November 1993 | 3–0  | Estonia           | Calificările pentru Campionatul Mondial de Fotbal 1994 |
| 23. | 18 December 1994 | 8–0  | Liechtenstein     | Preliminariile Campionatului European de Fotbal 1996   |
| 24. | 15 November 1995 | 3–0  | Republica Irlanda | Preliminariile Campionatului European de Fotbal 1996   |
| 25. | 14 November 1996 | 0–0  | Germania          | Calificările pentru Campionatul Mondial de Fotbal 1998 |
| 26. | 11 October 1997  | 1–0  | Irlanda de Nord   | Calificările pentru Campionatul Mondial de Fotbal 1998 |
| 27. | 9 October 1999   | 3–0  | Ungaria           | Preliminariile Campionatului European de Fotbal 2000   |
| 28. | 7 October 2000   | 1–1  | Republica Irlanda | Calificările pentru Campionatul Mondial de Fotbal 2002 |
| 29. | 6 October 2001   | 5–0  | Estonia           | Calificările pentru Campionatul Mondial de Fotbal 2002 |